# هیلبرگ (آلاباما)
هیلبرگ (به انگلیسی: Haleburg) شهری در شهرستان هنری ایالت آلاباما است که مساحت آن ۹٫۹۴ کیلومتر مربع است و در سرشماری سال ۲۰۱۰ میلادی، ۱۰۳ نفر جمعیت داشته و تراکم جمعیتی آن، ۱۰٫۳۶ نفر در هر کیلومتر مربع بوده است.